# خواجة لر عليا
خواجة لر عليا (بالفارسية: خواجه‌لر علیا) هي منطقة سكنية تقع في Charuymaq-e Jonubesharqi Rural District في إيران. يقدر عدد سكانها بـ 95 نسمة .